# مقتل بروك ويلبرجر

بروك ويلبرجر.

بروك كارول ويلبرجر (20 فبراير 1985 - 25 مايو 2004)، طالبة أمريكية من ولاية أوريجون تعرضت للاختطاف ثم القتل بعد ذلك. وتم تغطية حدث اختفائها في جميع وسائل الإعلام الوطنية الأمريكية، حيث كان التحقيق في قضية مقتلها واحد من أشهر ما نشر في تاريخ ولاية أوريجون.

## السنوات الأولى من حياة بروك ويلبرجر
ولدت ويلبرجر في 20  فبراير 1985 م في مدينة فريسنو بولاية كاليفورنيا، كانت ابنة جريج وكامي ويلبرغر، وكان لديها ثلاثة شقيقات وشقيقين.
تخرجت ويلبرجر من المدرسة الثانوية "إلميرا" بالقرب من مدينة يوجين بولاية أوريجون،  واتصفت كفرد ورع بكنسية «يسوع المسيح لقديسي الأيام الأخيرة».
وتم اختطاف ويلبرجر بعد أن أكملت السنة الأولى من جامعة "بريجهام يونج" في مدينة بروفو بولاية يوتا الأمريكية،وخلال تلك الفترة كان صديقها «جوستين بليك» يعمل بوصفه كمبعوث ديني للمورمون في فنزويلا.

## حادث الاختفاء
تمت واقعة الاختفاء حينما كانت ويلبرجر تقضي إجازتها الصيفية أثناء زيارتها لإحدى أخواتها في مدينة كورفاليس بولاية أوريجون.
وفي صباح يوم 24 مايو 2004، أفاد الشهود برؤيتهم لويلبرجر تقوم بتنظيف أعمدة الإنارة الخاصة بموقف السيارات الخاص بحديقة "the Oak Park Apartments"، الذي يقع بالقرب من محيط الحرم الجامعي بولاية أوريجون حيث كانت تديره اختها بمعاونة زوجها.